# Jared Donaldson
Jared Donaldson (* 9. Oktober 1996 in Providence, Rhode Island) ist ein ehemaliger US-amerikanischer Tennisspieler.

## Karriere
Donaldson spielte als Junior auf der ITF Junior Tour einige Matches. Nur bei den US Open nahm er an einem Grand-Slam-Turnier teil, wo er maximal das Achtelfinale erreichte. Sein höchster Rang war Platz 115.
2014 spielte er regelmäßig bei den Profis. Schon 2013 hatte er die letzte Qualifikationsrunde der US Open erreicht, wo er Philipp Petzschner unterlag. Schnell gelangen ihm vielversprechende Erfolge. Auf der ITF Future Tour gewann er 2014 drei Turniere in Folge, sodass er schnell den Übergang zu den höherdotierten Challengers schaffte. Auch hier war er sofort erfolgreich: in Napa zog er ins Halbfinale ein. In Washington, D. C. überstand er die Qualifikation und spielte sein erstes Match auf der ATP Tour (Niederlage gegen Rajeev Ram). Gegen die Nummer 24 der Welt Gaël Monfils schied er glatt in drei Sätzen bei den US Open aus. Das Jahr schloss er auf Rang 261 der Weltrangliste ab, ein Sprung von knapp 500 Plätzen innerhalb eines Jahres.
Auf der Challenger Tour gelang ihm Anfang 2015 in Maui der Doppelsieg, als er  im Einzel gegen Nicolas Meister und auch im Doppel an der Seite von Stefan Kozlov den Titel holte. Er sprang damit erstmals in die Top 200. Bis Ende des Jahres schaffte er noch einmal die Sprung in ein Challenger-Endspiel in Sacramento. Ansonsten kamen keine großen Erfolge hinzu, bei seinen ATP-Tour-Auftritten schaffte er es noch nicht über die zweite Runde hinaus. Das Jahr beendete er auf Platz 134. Anfang 2016 verlor er sein drittes Challenger-Endspiel in Savannah. Mitte des Jahres überzeugte er vor allem auf der ATP Tour. Beim Masters in Toronto erreichte er aus der Qualifikation heraus das Achtelfinale und besiegte u. a. mit Fabio Fognini die Nummer 33 der Welt. Im August erreichte er sein bestes Grand-Slam-Resultat. Ohne Satzverlust durchspielte er die Qualifikation, bevor er im Hauptfeld zwei deutlich besser positionierte Spieler David Goffin (Nr. 14) und Viktor Troicki (Nr. 32) besiegte. Er unterlag in der dritten Runde Ivo Karlović glatt in drei Sätzen. Erstmals sprang er in die Top 100, das Jahr beendete er auf Rang 105.
Erster Achtungserfolg 2017 war der Achtelfinaleinzug in Miami, abermals aus der Qualifikation heraus, bei dem er zwei Spieler der Top 50 schlug. In Wimbledon zog er zum zweiten Mal in seiner Karriere in die dritte Runde eines Grand-Slam-Turniers. Dort wurde er von Dominic Thiem in drei Sätzen bezwungen. Nach dem Turnier erreichte Donaldson mit Platz 58 sein Karrierehoch. Sein bestes Masters-Resultat erzielte er in Cincinnati mit dem Viertelfinale. Als einer der besten acht Spieler unter 21 war Donaldson Ende des Jahres für die Next Generation ATP Finals qualifiziert. Er verlor alle seine Partien. Der erste Erfolg 2018 und gleichzeitig sein bestes Resultat der ATP Tour wurde das Erreichen des Halbfinals in Acapulco. Sonst schaffte er es bei keinem Turnier in die letzten Acht.
Nach seiner Zweitrundenniederlage in Wimbledon 2018 gegen Stefanos Tsitsipas bemerkte Donaldson einen Schmerz im Knie, der sich später als Patellaspitzensyndrom herausstellte. Nach einem halben Jahr Spielpause gab er im Februar 2019 sein Comeback. Vier Turniere später, bei denen er nur ein Match gewinnen konnte, war er erneut zu einer Spielpause gezwungen, da die Schmerzen nicht besser geworden waren. Er entschied sich zu einer Operation. Im März 2020 folgte eine weitere Operation. Wegen ausbleibender Besserung beendete Donaldson 2021 seine Karriere und begann ein Studium in Berkeley.

## Erfolge
| Legende (Anzahl der Siege)  |
| Grand Slam                  |
| ATP World Tour Finals       |
| ATP World Tour Masters 1000 |
| ATP World Tour 500          |
| ATP World Tour 250          |
| ATP Challenger Tour (2)     |

### Einzel

#### Turniersiege
| Nr. | Datum           | Turnier | Belag     | Finalgegner     | Ergebnis |
| --- | --------------- | ------- | --------- | --------------- | -------- |
| 1.  | 1. Februar 2015 | Maui    | Hartplatz | Nicolas Meister | 6:1, 6:4 |

### Doppel

#### Turniersiege
| Nr. | Datum           | Turnier | Belag     | Partner            | Finalgegner                   | Ergebnis |
| --- | --------------- | ------- | --------- | ------------------ | ----------------------------- | -------- |
| 1.  | 1. Februar 2015 | Maui    | Hartplatz | Vereinigte Staaten | Chase Buchanan Rhyne Williams | 6:3, 6:4 |